# الباعث (أسماء الله الحسنى)

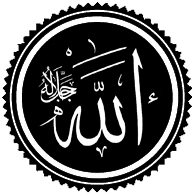

الباعث هو صفة من صفات الله الحسنى، وهو غير وارد بصيغة الاسم في القرآن الكريم، وإنما بصيغ الأفعال «بعث» «يبعث».

## تعريف الباعث
‌والباعث: اسم الفاعل من البعث وهو الإرسال، يبعث الله من في القبور للبعث والنشور، ويوم البعث: يوم القيامة، بعثت الرجل من قومه فانبعث أي نبهته فانتبه، ويقال: «بعثت البعير فانبعث»: إذا بعثوا إلى العدو، وكل قوم يبعثون على وجه أو في أمر فهم بعث، والبعث مصدر يقع على الإثنين والجمع والمؤنث والمذكر بلفظ واحد وليس بمنزلة «ركب»، «وتجر» لأن تجرًا وركبًا جمع تاجر وراكب.
‌والباعث: هو الذي يبعث الخلق بعد الموت، أي: يحييهم فيحشرهم للحساب ليجزي الذين أساؤوا بما عملوا، ويجزي الذين أحسنوا بالحسنى. ويقال: هو الذي يبعث عباده عند السقطة وينعشهم بعد الصرعة.
قال الراغب الأصفهاني: أصل البعث: ‌إثارة ‌الشيء ‌وتوجيهه، يقال: بعثته فانبعث، ويختلف البعث بحسب اختلاف ما علق به: 
فبعثت البعير: أثرته وسيرته، وقوله عز وجل:﴿وَٱلۡمَوۡتَىٰ يَبۡعَثُهُمُ ٱللَّهُ﴾ أي: يخرجهم ويسيرهم إلى القيامة، ﴿يَوۡمَ يَبۡعَثُهُمُ ٱللَّهُ جَمِيعٗا﴾ ﴿زَعَمَ ٱلَّذِينَ كَفَرُوٓاْ أَن لَّن يُبۡعَثُواْۚ قُلۡ بَلَىٰ وَرَبِّي لَتُبۡعَثُنَّ﴾ ﴿مَّا خَلۡقُكُمۡ وَلَا بَعۡثُكُمۡ إِلَّا كَنَفۡسٖ وَٰحِدَةٍ﴾، فالبعث ضربان: بشري، كبعث البعير، وبعث الإنسان في حاجة. وإلهي، وذلك ضربان: أحدهما: إيجاد الأعيان والأجناس والأنواع لا عن ليس، وذلك يختص به الباري تعالى، ولم يقدر عليه أحد. والثاني: إحياء الموتى، وقد خص بذلك بعض أوليائه، كعيسى صلى الله عليه وسلم وأمثاله، ومنه قوله عز وجل: ﴿فَهَٰذَا يَوۡمُ ٱلۡبَعۡثِ﴾، يعني: يوم الحشر، وقوله عز وجل: ﴿فَبَعَثَ ٱللَّهُ غُرَابٗا يَبۡحَثُ فِي ٱلۡأَرۡضِ﴾، أي: قيضه؛ وعلى هذا قوله عز وجل: ﴿وَهُوَ ٱلَّذِي يَتَوَفَّىٰكُم بِٱلَّيۡلِ وَيَعۡلَمُ مَا جَرَحۡتُم بِٱلنَّهَارِ ثُمَّ يَبۡعَثُكُمۡ فِيهِ﴾، والنوم من جنس الموت فجعل التوفي فيهما، والبعث منهما سواء، وقوله عز وجل: ﴿وَلَٰكِن كَرِهَ ٱللَّهُ ٱنۢبِعَاثَهُمۡ﴾ ، أي: توجههم ومضيهم.

## تفسيرات اسم الباعث
- أن الله هو باعث النبيين مبشرين ومنذرين[5]
- أن الله هو باعث الموتى من القبور يوم القيامة.[1]

### الدليل من القرآن
وقد وردت كلمة "البعث" في القرآن على ثمانية معانٍ:
1. بمعنى الإِلهام: ﴿فَبَعَثَ الله غُرَاباً يَبْحَثُ﴾ أي: أَلهم.
2. بمعنى إِحياءِ الموتى في الدنيا: ﴿ثُمَّ بَعَثْنَاكُم مِّن بَعْدِ مَوْتِكُمْ﴾ ﴿فَأَمَاتَهُ الله مِئَةَ عَامٍ ثُمَّ بَعَثَهُ﴾،﴿وكذلك بَعَثْنَاهُمْ لِيَتَسَآءَلُوا بَيْنَهُمْ﴾ ، أي: أَحييناهم.
3. بمعنى الاستيقاظ من النوم: ﴿وَهُوَ الذي يَتَوَفَّاكُم بالليل وَيَعْلَمُ مَا جَرَحْتُم بالنهار ثُمَّ يَبْعَثُكُمْ﴾، أي: من النَّوم، ﴿ثُمَّ بَعَثْنَاهُمْ لِنَعْلَمَ أَيُّ الحِزْبَيْنِ أحصى﴾.
4. بمعنى التسليط ﴿بَعَثْنَا عَلَيْكُمْ عِبَاداً﴾.
5. بمعنى نَصْب القيّم والحاكم: ﴿فابعثوا حَكَماً مِّنْ أَهْلِهِ وَحَكَماً مِّنْ أَهْلِهَآ﴾.
6. بمعنى التعيين: ﴿ابعث لَنَا مَلِكاً﴾ ، أي: عيّن وبَيّن، ﴿قَدْ بَعَثَ لَكُمْ طَالُوتَ مَلِكاً﴾، أي: قد عَيّن وبَيّن.
7. بمعنى الإِخراج من القبور للحشر: ﴿وَأَنَّ الله يَبْعَثُ مَن فِي القبور﴾.
8. بمعنى الإِرسال: ﴿فابعثوا أَحَدَكُمْ بِوَرِقِكُمْ﴾، ﴿هُوَ الذي بَعَثَ فِي الأميين رَسُولاً﴾، أَي: أَرسل.

### الدليل من السنة
والدليل على أن "الباعث" من أسماء الله تعالى، ما رواه الترمذي بسنده عن الأعرج، عن أبي هريرة، قال: قال رسول الله صلى الله عليه وسلم: 
«إن لله تعالى تسعة وتسعين اسما مائة غير واحد من أحصاها دخل الجنة، هو الله الذي لا إله إلا هو الرحمن الرحيم الملك القدوس السلام المؤمن المهيمن العزيز الجبار المتكبر الخالق البارئ المصور الغفار القهار الوهاب الرزاق الفتاح العليم القابض الباسط الخافض الرافع المعز المذل السميع البصير الحكم العدل اللطيف الخبير الحليم العظيم الغفور الشكور العلي الكبير الحفيظ المقيت الحسيب الجليل الكريم الرقيب المجيب الواسع الحكيم الودود المجيد ‌الباعث الشهيد الحق الوكيل القوي المتين الولي الحميد المحصي المبدئ المعيد المحيي المميت الحي القيوم الواجد الماجد الواحد الصمد القادر المقتدر المقدم المؤخر الأول الآخر الظاهر الباطن الوالي المتعالي البر التواب المنتقم العفو الرؤوف مالك الملك ذو الجلال والإكرام، المقسط الجامع الغني المغني المانع الضار النافع النور الهادي البديع الباقي الوارث الرشيد الصبور».
وقال ابن منده محمد بن إسحاق: ومن أسماء الله عز وجل: ‌الباعث الباقي: ثم روى بسنده عن حذيفة، أن النبي صلى الله عليه وسلم كان إذا أراد أن ينام وضع يده تحت خده، ثم قال: اللهم قني عذابك يوم تبعث عبادك. 